# Blaesheim
Blaesheim	es una localidad y comuna francesa, situada en el departamento del Bajo Rin en la región de Alsacia.

## Demografía
| 770 | 790 | 833 | 885 | 913 | 962 | 943 | 982 | 934 | 934 | 898 | 881 | 851 | 807 | 837 | 836 | 822 | 846 | 848 | 827 | 705 | 716 | 756 | 745 | 697 | 677 | 692 | 754 | 908 | 934 | 1 000 | 1 369 | 1 299 |
| Para los censos de 1962 a 1999 la población legal corresponde a la población sin duplicidades (Fuente: INSEE [Consultar]) |     |     |     |     |     |     |     |     |     |     |     |     |     |     |     |     |     |     |     |     |     |     |     |     |     |     |     |     |     |       |       |       |